# Die Feinde (Tschechow)
Die Feinde, auch Feinde (russisch Враги, Wragi), ist eine Erzählung des russischen Schriftstellers Anton Tschechow, die am 20. Januar 1887 in der Sankt Petersburger Zeitung Nowoje wremja erschien. Der Verfasser hatte mit An. Tschechow signiert.
J. Treumanns Übertragung Die Feinde brachte Reclam anno 1891 in Leipzig auf den deutschsprachigen Buchmarkt. Übersetzungen in andere Sprachen: 1887 ins Slowakische (Nepriatelia), 1890 ins Tschechische (Nepřátelé), 1892 ins Serbokroatische (Neprijatelji) und Ungarische (Csalódások), 1895 ins Französische (Ennemis), 1897 ins Bulgarische (Враговете), 1903 ins Englische und 1904 ins Japanische.

Zwei Männer, die sich nur flüchtig kennen, verfeinden sich nach zwei Schicksalsschlägen. Anton Tschechow resümiert zu deren Verhalten: „Unglückliche sind selbstsüchtig, böse, ungerecht, hart und vermögen einander noch weniger zu verstehen als Dummköpfe.“

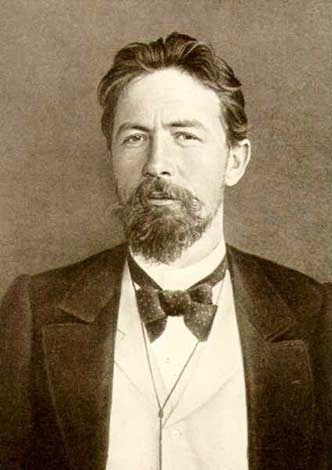
Anton Tschechow

## Handlung
Der sechsjährige Andrej – der einzige Sohn des 44-jährigen Arztes Kirilow – ist gerade an Diphtherie gestorben, als ein gewisser Abogin in seiner Kutsche bei dem trauernden Ehepaar Kirilow vorfährt. Abogins Frau liege im Sterben. Eile sei geboten. Dr. Kirilow sieht sich zu der ziemlich weiten Fahrt über Land außerstande: Er könne in dieser Situation seine Frau nicht allein lassen. Abogin – mit seiner zurückhaltend-beharrlichen Überredungskunst – erreicht das Ziel doch. In dem stilvoll eingerichteten Hause des begüterten Abogin angekommen, fällt der bescheiden lebende Arzt aus allen Wolken. Abogins Ehefrau hat ihren plötzlichen lebensbedrohlichen Gesundheitszustand vorgetäuscht, die darauffolgende hastige Kutschfahrt ihres Gatten genutzt und ist mit ihrem Liebhaber durchgebrannt. Abogin, der seine Frau vergöttert hatte, der dieser mehr nachgesehen hatte als seiner eigenen Mutter, kann kein Verständnis für Kirilows Wutausbruch aufbringen. Die Nerven des Arztes sind nach drei Nachtwachen am Sterbebett des einzigen Sohnes nicht die besten. Als Kirilow seinen Ärger über die Lebensart der Wohlhabenden beleidigend abreagiert, wird das Abogin zu viel und er will den tief gekränkten Arzt mit Geld abfinden. Krilow weist die Bezahlung zurück und lässt die Kutsche kommen.

## Zitat
Anton Tschechow beobachtet: „Überhaupt wirken Worte, so schön und tief sie auch sein mögen, nur auf gleichmütige Menschen, aber sie befriedigen selten die, welche glücklich oder unglücklich sind; eben deshalb erscheint uns als höchster Ausdruck von Glück oder Unglück meistens das Schweigen...“

## Hörspiel
1965, DDR, 30-Minuten-Hörspiel von Wolf-Dieter Panse nach einer Übersetzung von Rudolf Marx. Mit Dietrich Körner als Kirilow und Gerd Ehlers als Abogin.

## Rezeption
- Fadejew verreißt anno 1944 Anton Tschechow und führt als Beispiel für die „wirklich langweiligen Gestalten“[7] den Kirilow an.

## Deutschsprachige Ausgaben

### Verwendete Ausgabe
- Die Feinde. S. 64–83 in A. P. Tschechow: Neue Meistererzählungen. Deutsch von Reinhold Trautmann. 367 Seiten. Dieterich’sche Verlagsbuchhandlung, Leipzig 1949 (Aufl. 1958, Vorwort 20 Seiten von R.M.)

### Sekundärliteratur
- Peter Urban (Hrsg.): Über Čechov. 487 Seiten. Diogenes, Zürich 1988 (Diogenes-Taschenbuch 21244). ISBN 3-257-21244-5